# Aleuroclava malloti
Aleuroclava malloti là một loài côn trùng cánh nửa trong họ Aleyrodidae, phân họ Aleyrodinae.
Aleuroclava malloti được Takahashi miêu tả khoa học đầu tiên năm 1932.